# @BBS
@BBSは、RBCiラジオで2002年4月から2007年3月までの毎週月曜～金曜日の11:20～14:20に放送されていた生放送のラジオ番組。

## 概要

### 経緯
- 2002年4月 放送開始。当初は11:00～15:00までの4時間の放送だった。
- 2003年4月 放送時間が11:00～14:20までに短縮。短縮された分の枠にはドライバーズ・リクエスト、日本列島ほっと通信などが入った。
- 2005年4月 放送時間が11:00～14:00までに短縮。短縮された20分の枠にはプレミアムラウンジが入った。
- 2005年10月 一斉にリニューアルし、パーソナリティが2人から5人になり、総入れ替えになった。
- 2005年11月頃からメールのテーマを設けるようになった。
- 2006年4月 番組改編でプレミアムラウンジと放送順の入れ替えがあり、11:20～14:20の放送枠となった。
- 2007年3月30日 春の番組改編に伴い放送終了、5年間の幕を閉じる。

### 内容
基本的に、リスナーからのメッセージ・リクエストを中心に構成されていた。
2005年秋のリニューアルの際に、以下の点が変更となった。
- 12:30〜13:00の時間帯が「ノンストップミュージック」と題された音楽コーナーとなる。（詳細は下記タイムテーブルを参照）
- 20i、50iで扱っていた交通情報、ニュース、スポーツニュースが再編。

12時台前半に各種ニュースを一括して放送。交通情報、及び20i、50iそのものもとりやめ。

## メインパーソナリティー
- 宮城麻里子（月曜）
- 唐真久乃（火曜）
- 比屋定篤子（水曜）
- 上江洲愛（木曜）
- 小林真樹子（金曜）

## 歴代パーソナリティ
- 狩俣倫太郎（番組開始～2005年9月）
- 高良茂（番組開始～2002年6月）
- 阿部敏郎（2002年7月～2005年9月）

## タイムテーブル
- 11:20 オープニング
- 11:30 ジャパネットたかた・ラジオショッピング （祝祭日を除く）
- 11:55 ラジオ県民室
- 12:00 ニュース・天気予報
- 12:10 果てしなき挑戦 （海外の日本人選手関連のスポーツニュース）
- 12:30 ノンストップミュージック
  - 月曜 懐かしの洋楽 BBS MEMORY HIT （12:40ころにラジオショッピング）
  - 火曜 しりとリクエスト
  - 水曜 懐かしの邦楽チャート バック・トゥー・ザ・日本一
  - 木曜 マンスリー特集
  - 金曜 RBCiラジオ J-pop10

メールのテーマが「リクエスト特集」「フリー」の場合、金曜を除いてこのコーナーは休み。
- 13:00 ゲストタイム（ゲストが2組の場合。1組のときは14時台のみ）
- 14:00 ゲストタイム
- 14:15 エンディング

など